# France Miniature
France Miniature is een miniatuurpark in de Franse gemeente Élancourt ten westen van Parijs. Het werd opgericht door Thierry Coltier en Alain Pelras naar het voorbeeld van Madurodam en opende in 1991. Sinds 2002 is het park in handen van Compagnie des Alpes. France Miniature is zo'n 8 hectare groot en omvat zo'n 120 miniaturen van Franse monumenten en in totaal 2000 maquettes. Het terrein wordt doorkruist door zo'n 4 kilometer modelspoor. Daarnaast zijn er verschillende attracties, twee restaurants en een souvenirwinkel.